# Пентковский, Владимир Мстиславович
Владимир Мстиславович Пентковский (18 марта 1946, Москва — 24 декабря 2012, Фолсом, Калифорния) — советский и американский учёный, выпускник факультета ФРТК МФТИ, доктор технических наук, лауреат Государственной премии СССР. Является одним из разработчиков советских суперкомпьютеров Эльбрус и высокоуровневого языка программирования Эль-76. В начале 1990-х эмигрировал в США, где с 1993 года работал в компании Intel. Один из архитекторов в команде, которая работала над расширениями SSE.  Руководитель разработки архитектуры и анализа производительности процессора Pentium III и последующих поколений процессора.

## Краткая биография и научные достижения
В. М. Пентковский окончил московскую ФМШ № 444 с математическим уклоном в 1964 году, является выпускником кафедры ЭВМ факультета ФРТК МФТИ 1970 года. С 1970 года работал в Институте точной механики и вычислительной техники, где
принимал участие в разработке суперкомпьютеров Эльбрус-1 и Эльбрус-2, создании языка программирования высокого уровня Эль-76.
Затем в 1986 году он возглавил разработку 32-разрядного микропроцессора Эль-90. В Эль-90 объединялись концепция RISC и архитектура Эльбрус-2. Логический дизайн процессора был закончен в 1987 году, а в 1990 году был выпущен опытный образец.
В 1990 году Пентковский начал работу над Эль-91С, взяв за основу микропроцессор Эль-90, но финансирование разработки прекратилось из-за распада СССР и последовавших изменений экономической системы.
С 1993 года работал в компании Intel. Один из авторов и архитекторов векторного (SIMD) расширения команд SSE, впервые появившегося в микропроцессорах Pentium III. Пентковский руководил разработкой нескольких поколений процессоров Intel. Долгое время муссировавшаяся в российских СМИ и интернете сомнительная гипотеза, что в честь Пентковского якобы назван процессор Pentium, никак не комментировалась компанией Intel.
В 2010 году под руководством В. М. Пентковского в Московском физико-техническом институте (ГУ) начались исследования по гранту Минобрнауки. 1 декабря 2010 года в МФТИ была создана Лаборатория суперкомпьютерных технологий для биомедицины, фармакологии и малоразмерных структур, iSCALARE, которую возглавил В. М. Пентковский.

## Семья
В. М. Пентковский — сын Риммы Борисовны Эпштейн и Мстислава Вячеславовича Пентковского. Племянник артиста и дирижёра, народного артиста СССР Рудольфа Баршая.
Был женат, дочь —  Мария Пентковская, сын — оперный режиссёр Мстислав Пентковский. Родная сестра — Галина Мстиславовна Летникова (Пентковская) — доцент Университета г. Нью-Йорк.

## Звания и награды
- Доктор технических наук
- Лауреат Государственной премии
- Победитель конкурса на получение грантов Правительства Российской Федерации для государственной поддержки научных исследований, проводимых под руководством ведущих учёных в российских образовательных учреждениях высшего профессионального образования.[9]

## Публикации
- Пентковский В. М. Автокод Эльбрус. Эль-76. Принципы построения языка и руководство к использованию / под редакцией Ершова А. П. — М.: Наука, 1982. — 352 с. Архивировано 14 марта 2017 года.
- Пентковский В. М. Язык программирования Эль-76. Принципы построения языка и руководство к пользованию. — 2-е изд, испр. и доп. — М.: Наука, 1989. — 364 с. — ISBN 5-02-013982-3. Архивировано 14 марта 2017 года.
- Jagannath Keshava and Vladimir Pentkovski: Pentium® III Processor Implementation Tradeoffs (недоступная ссылка). // Intel Technology Journal. — 1999. — Т. 3. — № 2.
- Srinivas K. Raman, Vladimir M. Pentkovski, Jagannath Keshava: Implementing Streaming SIMD Extensions on the Pentium III Processor. // IEEE Micro, Volume 20, Number 1, January/February 2000: 47-57 (2000)
- Deep K. Buch, Vladimir M. Pentkovski: Experience of Characterization of Typical Multi-Tier e-Business System Using Operational Analysis. / 27th International Computer Measurement Group Conference, 2001: 671—682

## Патенты
Shared cache structure for temporal and non-temporal instructions
Efficient utilization of write-combining buffers
Pipelined processing of short data streams using data prefetching
Processing polygon meshes using mesh pool window
System and method for cache sharing
Method and apparatus for shared cache coherency for a chip multiprocessor or multiprocessor system
Method and apparatus for floating point operations and format conversion operations
Multiprocessor-scalable streaming data server arrangement
Method and apparatus for performing cache segment flush and cache segment invalidation operations
Method and system for efficient handlings of serial and parallel java operations
Selective interrupt delivery to multiple processors having independent operating systems
Executing partial-width packed data instructions
Method and apparatus for processing 2D operations in a tiled graphics architecture
Method and apparatus for mapping address space of integrated programmable devices within host system memory
Method and apparatus for efficiently processing vertex information in a video graphics system
Method and apparatus for prefetching data into cache
Conversion between packed floating point data and packed 32-bit integer data in different architectural registers
Conversion from packed floating point data to packed 8-bit integer data in different architectural registers